# Kościół św. Anny w Altötting

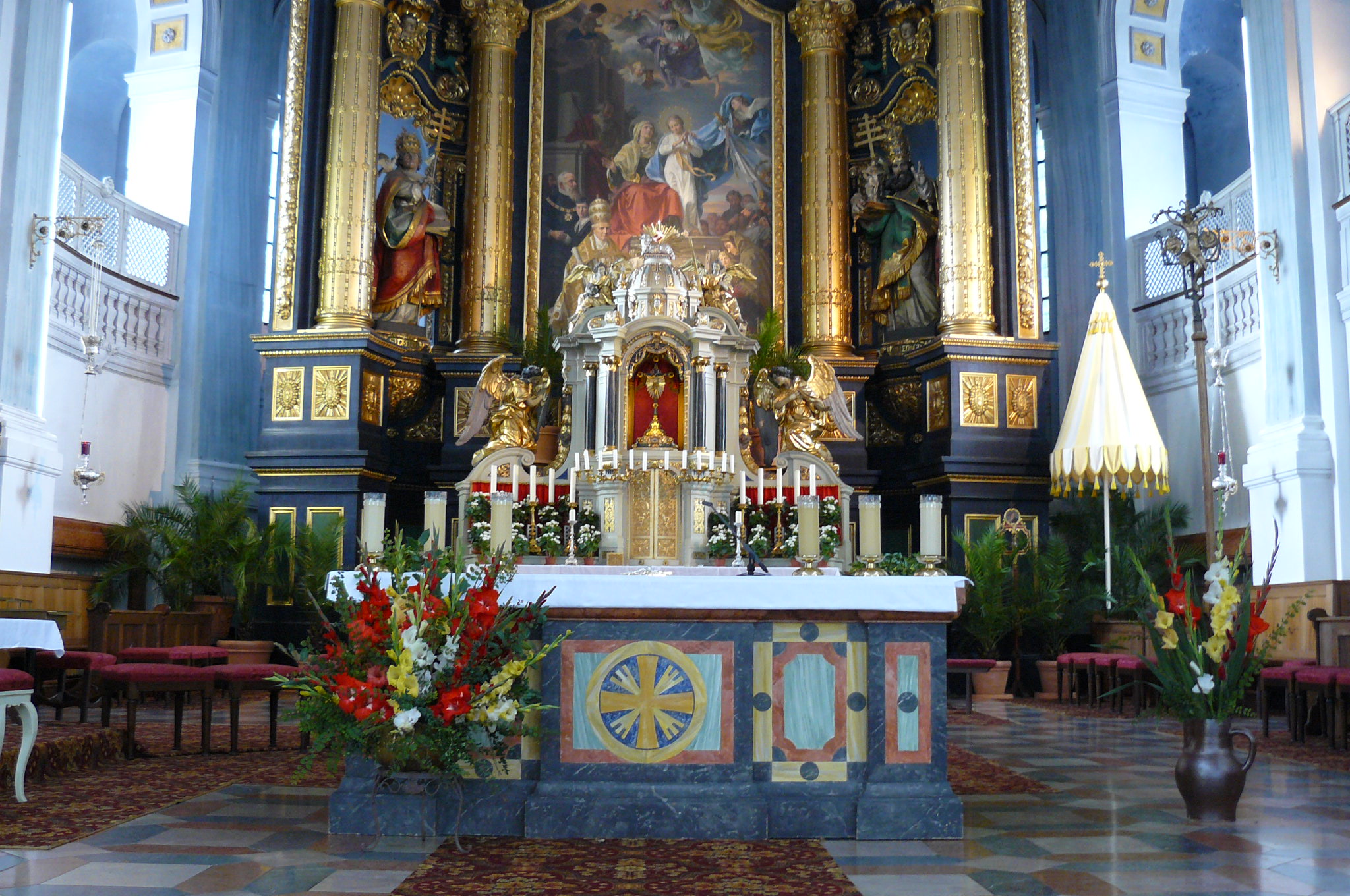
Ołtarz główny

Kościół św. Anny w Altötting – bazylika pielgrzymkowa zlokalizowana w bawarskim sanktuarium Altötting. Kościół w stylu neobarokowym.
Kościół zbudowano, jako odpowiedź na mocno rosnący ruch pielgrzymkowy, w latach 1911–1912. Poświęcony przez biskupa Pasawy – Zygmunta Feliksa von Ow-Felldorfa.
Pojemność od 6000 do 8000 osób, długość 83 metry, wysokość 24 metry. W 1913 papież Pius X podniósł świątynię do rangi bazyliki mniejszej. Jest największym kościołem zbudowanym w Niemczech w XX wieku.